# ФК Динара
НК Динара је фудбалски клуб из Книна. Основан је 1913. године и један је од старијих клубова у некадашњој Југославији. По традицији Динара је носила црно-беле дресове. Међутим, у новије време званичне боје клуба су црвена и плава.

## Историја
Први фудбалски клуб у Книну основан је 29. јула 1913. године под именом НК Лав. За његово оснивање најзаслужнији је студент Трговачке академије у Прагу а уједно и његов први председник Милан Амановић (1894-?). 
Две године касније 1915. године мења име у Ластавица. Од тада па до 1995. године наступа у ластавичјим, црно-белим дресовима. Црно симболише отменост, а бело чистоту. Због експлозије одушевљења новом државом, у СНП-у су у то време регистровани клубови попут "Косова" из Солина, "Ускока" из Сплита, омишког "Комита"... Из истих разлога побуда неколико книнских Срба предлаже да се име Ластавице, промени у Хајдук Вељко. Тај предлог не пролази, а као компромис између хрватске идеје задржавања старог назива и новог предлога, 1923. клуб мења име у НК "Динара".
Прво Динарино појављивање у такмичењу Југословенског фудбалског савеза било је 1934. године у "провинцијској групи" Сплитског ногометног подсавеза (СНП). Динара је прву утакмицу 04. новембра 1934. године добила службеним резултатом 3:0 против НК "Унац" из Дрвара пласиравши се тако у друго коло. У наредној рунди Динара је на гостовању у Шибенику "поражена" такође службеним резултатом од стране домаћег НК "Освит"-а. Прваком "провинције" Динара је постала у пролеће 1936. године када је у двомечу финалне утакмице била успешнија од екипе НК "Оркан" из места Дуги Рат. У првој утакмици у Книну домаћини су поразили госте из Дугог Рата 6:1, док је седам дана касније домаћи НК "Оркан" био успешнији од Книњана 3:1. У сезони 1937/38. Динара наступа у II разреду Сплитског ногометног подсавеза и у конкуренцији још два клуба, РШК Шибеник и ДОШК-а из Дрниша, заузима друго место. Као првак II разреда "А" групе, Динара из Книна се надметала за са остала два првака група ("Б" и "Ц") и екипом из Шибеника. Већ у првом колу книњани су испали у двомечу против екипе НК "Вал" из Доњег Каштела Двомеч са екипом НК "Вал" биће последњи такмичарски наступ екипе НК "Динара" до њеног поновног покретења, након Другог светског рата. Занимљиво да се у сезони 1940/41. године у I разреду "3. скупина" СНП појавила екипа НК "Крка" из Книна, али је она ослобођена играња првенствених утакмица.
Почетком 1945. године обнавља се рад клуба а прву фудбалску утакмицу екипа Динаре одиграла је јануара исте године у Бенковцу против Шесте бригаде НОВЈ. Прва Динарина међународна утакмица одигрна је 1951. године када је у Книну гостовао бечки "Ред Стара". Утакмица је завршена победом Книњана 4:2.
Око 30так сезона Динара је играла Далматинску зону која је у неким случајевима (читај сезонама) била 3. а у неким и 4. ранг у тадашњем систему лига СФРЈ. Од 1976/77. сезоне до 1978/79. Клуб игра у тадашњој Републичкој лиги група Југ где је у последњој сезони заузео, када испада у Далматинску зону, једанаесто место на табели са 8 победа и исто толико нерешених резултата, десет пораза и гол разликом 32:31.
Динарина фудбалска школа формирана је 1983. године, у част браће Монти (Јове и Анте), и због њихових заслуга за клуб и за развој спорта у Книну, носила име "Браћа Монти".
У квалификацијама за другу лигу 1986. године изгубили су тесно од БСК-а из Славонског Брода. У првој утакмици у Книну било је 0:0, док је у реваншу БСК победио 1:0.

## НК Динара данас
Након рата, 1995. године, обновљен је, још једном, рад клуба. Промењен је традиционални грб и клупске боје НК Динара, а за то, чини се, није било разлога. Грб и знамења НК Динара су остала неупрљана кроз читаву њену историју и заједничка су тековина грађана Книна. Из клупских просторија уклоњени су ранији трагови постојања, знамења, фотографије, пехари и признања. Испред имена клуба додато је одређење "хрватски", што не одговара чињеницама, а поготово је у супротности са динарашким духом. Уклоњено је са игралишта и спомен бисте заслужних Динариних играча, погинулих у НОБ-у, и на тај начин скрајнут најчаснији дио Динарине историје, антифашизам у коме су заједно наступали њени играчи без обзира на националност. Оно, чиме би сви требало да се поносе, испало је да би се тога требало стидети. То је, и више него евидентно, урађено под притиском политичких фактора и ускогрудности. Но, то је потпуно мимо принципа и етике на којој је утемељен НК Динара и онога на чему је он почивао.

## Стадион
"Динара" добија ново игралиште на ушћу Орашнице у Крку, на коме прву утакмицу игра са шибенским "Освитом". "Хајдук" гостује 1932. и побеђује са 9:2. Две године потом, резултат је блажи – 3:2

## Успеси
- Првенство Далмације
Првак: 1948/49.
- Сплитски подсавез - 3. ранг
Првак: 1952/53.
- Подсавез Шибеник
Првак: 1960/61.
- Јединствена далматинска лига
Првак: 1975/76.

## Познати играчи
- Илија Петковић (десно крило) (1945-2020)
- Радомир Вукчевић (голман) (1941-2014)
- Никша Ђујић (1952)
- Далибор Шкорић (1971)
- Југ Гризељ (голман) (1926-1991)
- Грга Златопер (голман) (1910-1976)
- Мирко Марјановић (1937-2006)
- Небојша Петровић (1960)
- Момир Милета (1971)
- Арсен Марјан (1975)
- Гојко Јокић (1971)
- Aлекса Марић

## Клупске легенде
- Миљенко Шкобаљ (голман) (1927-1984)
- Петар Ђујић (1929-2012)
- Чедо Шолаја (1930)
- Бранко Новаковић (1930)
- Петар Дрпа (1934)
- Maрко Јарамаз (1939)
- Божо Миливојевић (дугогодишњи економ) (1939)
- Ђорђе Бјеговић (1941)
- Љубо Марић (1941-1999)
- Јован Боровић (1942)
- Мирко Станић (1947)
- Иван Гргић (1947-1989)
- Живојин Шарић (1950)
- Бранко Рашковић (1951)
- Петар Полак (1952)
- Марко Галић (1953)
- Вукадин Милан (1953)
- Жељко Санковић (1954)
- Никола Матковић (голман) (1955)
- Милан Шево (голман) (1959)
- Зоран Шкрбић (1961)
- Мирослав Манојловић (1963-1991)
- Драган Његић (1969)

## Председници
- 1913  Милан Амановић (1894-?)
- 1926  Милан Јовић (1903-?)
- 1945-60  Иван Бутковић (1903-1981)
- 1961-63  Лазар Букарица (1915-2003)
- 1960те  Небојша Милош (1927-2006)
- 1970те  Бошко Жуњић (1934)
- 1980-82  Драгутин Вукадин (1941)[17]
- 1982-89  Мирко Синобад (1947)
- 1992-95  Мирко Синобад (1947)